# Světový pohár v běhu na lyžích 1983/1984
Světový pohár v běhu na lyžích 1983/84 byl třetím ročníkem Světového poháru v běhu na lyžích pod záštitou Mezinárodní lyžařské federace (FIS). Muži i ženy odjeli celkem 10 individuálních závodů a 4 štafety. Celkovými vítězi se stali Švéd Gunde Svan a Finka Marja-Liisa Hämäläinenová.

## Výsledky závodů

### Muži
| No.                       | Datum             | Místo         | Závod   | Vítěz               | 2. místo           | 3. místo          | Ref. |
| 1                         | 10. prosinec 1983 | Reit im Winkl | 15 km   | Nikolaj Zimjatov    | Harri Kirvesniemi  | Jochen Behle      |      |
| 2                         | 16. prosinec 1983 | Ramsau        | 30 km   | Gunde Svan          | Ove Aunli          | Jan Ottosson      |      |
| Zimní olympijské hry 1984 |                   |               |         |                     |                    |                   |      |
| 3                         | 10. únor 1984     | Sarajevo      | 30 km * | Nikolaj Zimjatov    | Alexandr Zavjalov  | Gunde Svan        |      |
| 4                         | 13. únor 1984     | Sarajevo      | 15 km * | Gunde Svan          | Aki Karvonen       | Harri Kirvesniemi |      |
| 5                         | 19. únor 1984     | Sarajevo      | 50 km * | Thomas Wassberg     | Gunde Svan         | Aki Karvonen      |      |
| 6                         | 25. únor 1984     | Falun         | 30 km   | Gunde Svan          | Thomas Wassberg    | Jan Lindvall      |      |
| 7                         | 2. březen 1984    | Lahti         | 15 km   | Lars Erik Eriksen   | Thomas Wassberg    | Gunde Svan        |      |
| 8                         | 10. březen 1984   | Oslo          | 50 km   | Tor Haakon Holte    | Vladimir Sachnov   | Gunde Svan        |      |
| 9                         | 17. březen 1984   | Fairbanks     | 15 km   | Gunde Svan          | Andy Gruenenfelder | Oddvar Brå        |      |
| 10                        | 24. březen 1984   | Murmansk      | 15 km   | Michail Devjatjarov | Vladimir Smirnov   | Andrej Astačkin   |      |

### Ženy
| No.                       | Datum             | Místo         | Závod   | Vítěz                     | 2. místo                  | 3. místo                  | Ref. |
| 1                         | 9. prosinec 1983  | Reit im Winkl | 5 km    | Květa Jeriová             | Anna Pasiarová            | Tamara Markasjanskaja     |      |
| 2                         | 17. prosinec 1983 | Autrans       | 10 km   | Marja-Liisa Hämäläinenová | Anna Pasiarová            | Anne Jahrenová            |      |
| Zimní olympijské hry 1984 |                   |               |         |                           |                           |                           |      |
| 3                         | 9. únor 1984      | Sarajevo      | 10 km * | Marja-Liisa Hämäläinenová | Raisa Smetaninová         | Brit Pettersenová         |      |
| 4                         | 12. únor 1984     | Sarajevo      | 5 km *  | Marja-Liisa Hämäläinenová | Berit Aunli               | Květa Jeriová             |      |
| 5                         | 18. únor 1984     | Sarajevo      | 20 km * | Marja-Liisa Hämäläinenová | Raisa Smetaninová         | Anne Jahrenová            |      |
| 6                         | 25. únor 1984     | Falun         | 10 km   | Raisa Smetaninová         | Marie Risby               | Marja-Liisa Hämäläinenová |      |
| 7                         | 3. březen 1984    | Lahti         | 5 km    | Berit Aunli               | Raisa Smetaninová         | Marie Risby               |      |
| 8                         | 8. březen 1984    | Oslo          | 20 km   | Anette Bøe                | Marja-Liisa Hämäläinenová | Raisa Smetaninová         |      |
| 9                         | 17. březen 1984   | Štrbské Pleso | 5 km    | Květa Jeriová             | Anette Bøe                | Inger Helene Nybråten     |      |
| 10                        | 24. březen 1984   | Murmansk      | 10 km   | Inger Helene Nybråten     | Raisa Smetaninová         | Anne Jahrenová            |      |

### Týmové závody
| Datum             | Místo     | Závod     | Vítěz                                                                     | 2. místo                                                                    | 3. místo                                                                        | Složení | Ref. |
| 17. prosinec 1983 | Ramsau    | 4x10 km   | –                                                                         | –                                                                           | –                                                                               | muži    | –    |
| 18. prosinec 1983 | Ramsau    | 4x5 km    | –                                                                         | –                                                                           | –                                                                               | ženy    | -    |
| 15. únor 1984     | Sarajevo  | 4x5 km *  | Norsko Inger Helene Nybråten Anne Jahrenová Brit Pettersenová Berit Aunli | Československo Dagmar Švubová Blanka Paulů Gabriela Svobodová Květa Jeriová | Finsko Pirkko Määttä Eija Hyytiäinen Marjo Matikainen Marja-Liisa Hämäläinenová | ženy    | -    |
| 16. únor 1984     | Sarajevo  | 4x10 km * | Švédsko Thomas Wassberg Benny Kohlberg Jan Ottosson Gunde Svan            | SSSR Alexandr Baťuk Alexandr Zavjalov Vladimir Nikitin Nikolaj Zimjatov     | Finsko Kari Ristanen Juha Mieto Harri Kirvesniemi Aki Karvonen                  | muži    | -    |
| 26. únor 1984     | Falun     | 4x10 km   | –                                                                         | –                                                                           | –                                                                               | muži    | -    |
| 26. únor 1984     | Falun     | 4x5 km    | –                                                                         | –                                                                           | –                                                                               | ženy    | -    |
| 18. březen 1984   | Fairbanks | 4x10 km   | –                                                                         | –                                                                           | –                                                                               | muži    | -    |
| 25. březen 1984   | Murmansk  | 4x5 km    | –                                                                         | –                                                                           | –                                                                               | ženy    | -    |

- Poznámka: závody označené * byly součástí Zimních olympijských her 1984, ale výsledky se započítávaly i do hodnocení Světového poháru

## Celkové pořadí
| Umístění | Lyžař             | Země          | Body |
| -------- | ----------------- | ------------- | ---- |
| 1.       | Gunde Svan        | Švédsko       | 145  |
| 2.       | Thomas Wassberg   | Švédsko       | 96   |
| 3.       | Harri Kirvesniemi | Finsko        | 93   |
| 4.       | Tor Haakon Holte  | Norsko        | 86   |
| 5.       | Vladimir Sachnov  | Sovětský svaz | 85   |
| 6.       | Nikolaj Zimjatov  | Sovětský svaz | 84   |
| 7.       | Andy Grünenfelder | Švýcarsko     | 73   |
| 8.       | Lars-Erik Eriksen | Norsko        | 70   |
| 9.       | Jan Ottosson      | Švédsko       | 65   |
| 10.      | Jan Lindvall      | Norsko        | 60   |

| Umístění | Lyžařka                   | Země           | Body |
| -------- | ------------------------- | -------------- | ---- |
| 1.       | Marja-Liisa Hämäläinenová | Finsko         | 134  |
| 2.       | Raisa Smetaninová         | Sovětský svaz  | 114  |
| 3.       | Anne Jahrenová            | Norsko         | 104  |
| 4.       | Inger Helene Nybråten     | Norsko         | 102  |
| 4.       | Květa Jeriová             | Československo | 102  |
| 6.       | Marie Risby               | Švédsko        | 95   |
| 7.       | Berit Aunli               | Norsko         | 89   |
| 8.       | Brit Pettersenová         | Norsko         | 87   |
| 9.       | Tamara Markasjanskaja     | Sovětský svaz  | 82   |
| 10.      | Anette Bøe                | Norsko         | 78   |